# 프란츠 텡나겔
프란츠 텡나겔(Franz Gansneb Tengnagel von Camp, 1576년 ~ 1622년)은 웨스트팔리아의 귀족이며 천문학자 튀코 브라헤의 사위이자 조수였다. 텡나겔은 요하네스 케플러의 저작 《신천문학》(Astronomia Nova)에 케플러를 믿지 말라고 간략하게 서문을 써 줬다.